# Saransk
Saransk (ruso: Сара́нск) es una ciudad de la Federación Rusa, capital de la república de Mordovia así como su centro financiero y económico. Ubicada en la cuenca del Volga donde se encuentran los ríos Saranka e Insar, a unos 644.2 kilómetros al este de Moscú, distancia que toma unas 9 horas de automóvil para cubrirla. Su población en el año 2016 era de unos 315 000 habitantes.
En 2018 la ciudad de Saransk albergó varios juegos del Campeonato Mundial de Fútbol.

## Historia
El fuerte ruso Atemar, fundado en 1641, tomó su nombre de un poblado mordvino cercano. La fortaleza fue un asentamiento de tipo ostrog para la defensa de la frontera sureste del entonces Zarato ruso. El nombre actual, "Saransk", se refiere a la situación geográfica de la ciudad junto al río Saranka en las cercanías de su confluencia con el Insar. Poco después de su fundación tomó desarrollo urbano y se convirtió en un importante centro comercial para sus vecinos mordvinos. Después de 1708, Saransk fue incorporada a la provincia de Azov y más tarde a la Gobernación de Kazán. En 1780, le fue otorgado el título de ciudad y como tal fue transferida  nuevamente, esta vez al Óblast de Penza. En 1928 Saransk se convirtió en el centro administrativo del recién creado Distrito Nacional  (Ókrug) de Mordvin y muy pronto, en 1930, se convirtió en la Región autónoma (Óblast) de Mordovia. Los planificadores soviéticos reconstruyeron el antiguo centro en los años 60 y 70, añadiendo calles amplias además de planear la construcción masiva de nuevas áreas residenciales.
Saransk posee una gran cantidad de edificios históricos al haber sido asentamiento de población desde su fundación como fortaleza en 1641, puesto que hacía de frontera en el sureste del Imperio ruso.
La ciudad fue una de las sedes de la Copa Mundial de Fútbol de 2018.

## Estatus administrativo y municipal
Saransk es la capital de la república. En el marco de divisiones administrativas, es junto con otros tres asentamientos humanos (Lukhovka, Nikolayevka y Yalga) y trece localidades rurales, incorporadas como la ciudad de más importancia de la República, es una entidad administrativa con estatus igual al de los distritos. Como división municipal, la importancia de la ciudad de la república se incorpora como el distrito urbano de Saransk.

## Clima
Saransk tiene una versión relativamente fría del clima continental húmedo con veranos cálidos pero no calurosos e inviernos fríos, que promedia muy por debajo de cero durante cinco meses al año. Los períodos de transición son extremadamente cortos y solo entre abril y octubre están entre 0 °C (32 °F) y 10 °C (50 °F) en temperaturas medias.
| Parámetros climáticos promedio de Saransk, Rusia | Parámetros climáticos promedio de Saransk, Rusia | Parámetros climáticos promedio de Saransk, Rusia | Parámetros climáticos promedio de Saransk, Rusia | Parámetros climáticos promedio de Saransk, Rusia | Parámetros climáticos promedio de Saransk, Rusia | Parámetros climáticos promedio de Saransk, Rusia | Parámetros climáticos promedio de Saransk, Rusia | Parámetros climáticos promedio de Saransk, Rusia | Parámetros climáticos promedio de Saransk, Rusia | Parámetros climáticos promedio de Saransk, Rusia | Parámetros climáticos promedio de Saransk, Rusia | Parámetros climáticos promedio de Saransk, Rusia | Parámetros climáticos promedio de Saransk, Rusia |
| Mes                                              | Ene.                                             | Feb.                                             | Mar.                                             | Abr.                                             | May.                                             | Jun.                                             | Jul.                                             | Ago.                                             | Sep.                                             | Oct.                                             | Nov.                                             | Dic.                                             | Anual                                            |
| ------------------------------------------------ | ------------------------------------------------ | ------------------------------------------------ | ------------------------------------------------ | ------------------------------------------------ | ------------------------------------------------ | ------------------------------------------------ | ------------------------------------------------ | ------------------------------------------------ | ------------------------------------------------ | ------------------------------------------------ | ------------------------------------------------ | ------------------------------------------------ | ------------------------------------------------ |
| Temp. máx. abs. (°C)                             | 11.0                                             | 5.0                                              | 10.0                                             | 28.9                                             | 32.2                                             | 34.0                                             | 33.9                                             | 36.1                                             | 31.1                                             | 23.0                                             | 13.9                                             | 10.0                                             | 36.1                                             |
| Temp. máx. media (°C)                            | -10.5                                            | -9.0                                             | -2.2                                             | 10.6                                             | 19.2                                             | 22.3                                             | 23.9                                             | 22.4                                             | 17.2                                             | 7.4                                              | -1.2                                             | -5.9                                             | 7.9                                              |
| Temp. media (°C)                                 | -13.5                                            | -12.5                                            | -5.7                                             | 6.4                                              | 13.9                                             | 16.8                                             | 18.4                                             | 16.9                                             | 12.0                                             | 3.8                                              | -3.6                                             | -8.5                                             | 3.7                                              |
| Temp. mín. media (°C)                            | -17.2                                            | -16.5                                            | -9.6                                             | 2.1                                              | 8.1                                              | 11.0                                             | 13.2                                             | 11.7                                             | 7.0                                              | 0.4                                              | -6.4                                             | -11.6                                            | -0.7                                             |
| Temp. mín. abs. (°C)                             | -34.0                                            | -36.1                                            | -30.0                                            | -10.0                                            | -2.2                                             | 1.1                                              | 3.9                                              | 2.0                                              | -5.0                                             | -17.2                                            | -22.2                                            | -28.9                                            | -36.1                                            |
| Precipitación total (mm)                         | 32                                               | 24                                               | 25                                               | 32                                               | 39                                               | 59                                               | 74                                               | 50                                               | 49                                               | 47                                               | 44                                               | 35                                               | 510                                              |
| Fuente:                                          |                                                  |                                                  |                                                  |                                                  |                                                  |                                                  |                                                  |                                                  |                                                  |                                                  |                                                  |                                                  |                                                  |

## Industria
La actividad industrial en Saransk incluye la producción de cables eléctricos, producción química, fabricación textil, procesamiento de alimentos, construcción de máquinas y metalurgia. La ciudad tiene dos centrales térmicas. La ciudad tiene la planta de confitería Lamzur.
Las empresas industriales más notables incluyen Lisma Electrical Factory, que tiene casi 12 000 empleados; la instalación farmacéutica Biokhimik; Rezinotekhnika, un fabricante de productos de caucho; fabricante de cable Saranskkabel; y Elektrovypryamitel, que fabrica componentes electrónicos y televisores a pequeña escala.

## Demografía
Saransk es la ciudad más grande de Mordovia y representa el 34.3 % de la población total de la república (según censo de 2010). Los rusos étnicos constituyen la mayoría de la población (alrededor del 85 %), y el ruso, en lugar de cualquiera de los dos idiomas mordvinicos cooficiales, es el idioma común de comunicación en la ciudad. Al igual que en muchas capitales de provincias en Rusia, la población de Saransk disminuyó después de la disolución de la Unión Soviética, principalmente como resultado de la migración económica a ciudades más grandes, especialmente atractiva por la reducción, o el colapso absoluto, de muchas pequeñas, regionales, empresas industriales. La población comenzó a crecer nuevamente en 2009.

## Cultura y religión
El Museo Regional de Saransk está dedicado principalmente a la historia de la ciudad, mientras que el Museo Mordoviano de Artes Visuales tiene una excelente colección de obras de los maestros rusos Stepan Erzia y Fedot Sychkov.
La ciudad también alberga la Universidad Estatal de Mordovia (fundada en 1957) y varios colegios técnicos.
Saransk tiene tres iglesias ortodoxas y también una pequeña iglesia luterana proporcionada por la Iglesia Luterana finlandesa y se inauguró en 2005. También hay tres mezquitas. La catedral principal en Saransk es la Catedral de San Teodoro Ushakov, que se terminó de construir en 2006.
Saransk tiene varios teatros, incluyendo: 
- Teatro Estatal de Drama Ruso.

El Teatro Dramático Estatal de la República de Mordovia fue fundado el 25 de agosto de 1932 y inicialmente, se llamó Teatro Nacional Mordoviano.
La primera temporada teatral se abrió con las obras «La pobreza no es vicio» de Alexander Ostrovsky y «Excéntrico» de Alexander Afinogenov. Las obras fueron dirigidas por Nina Grigorskaya y Boris Brilliantov, los directores del Teatro Maly. Durante la Segunda Guerra Mundial, fue gratis para todos los que quisieron venir y ver las obras de teatro. La obra más popular fue la Guerra Civil Rusa. Desde la década de 1950 el teatro ha presentado principalmente obras de teatro clásicas rusas, como «Anna Karenina», «Tío Vanya», etc. Desde 2006, el teatro ha organizado el festival internacional «Compatriotas».
Ahora está situado en la calle Sovetskaya, 60. El actual director del teatro es Sergey Igonkin. Hoy en día el teatro está siendo reconstruido.
- Teatro de ópera y ballet

El 9 de septiembre de 2011 en Saransk, se inauguraron los edificios del teatro de Ópera y Ballet de Yaushev.
- Teatro Estatal de Marionetas de la República de Mordovia
- Teatro Nacional de Drama de Mordovia

El teatro nacional de drama Mordovia está situado en Saransk, la capital de Mordovia. Fue fundado en 1932 por la Academia de Moscú del Teatro Maly. Inicialmente, el teatro interpretaba clásicos rusos, traducidos a las lenguas marroquíes, pero luego comenzaron a adaptar las obras dramáticas de autores nacionales para el escenario.
El teatro se volvió a abrir en 1989. Se le dio un edificio antiguo con 35 asientos para el público en la sala del semisótano. Los graduados de la escuela de actuación M. S. Schepkin se convirtieron en sus primeros artistas. Para eso fueron enviados a Moscú para obtener educación exactamente para este propósito. En 2007, el teatro recibió un nuevo edificio. Su ceremonia de apertura fue el 21 de julio de 2007 durante el festival internacional "Shumbrat, Finno-Ugria".

## Deporte
Saransk es un centro deportivo importante de la región del Volga. 
En la ciudad funcionan las instalaciones deportivas tan grandes como Palacio republicano de deporte, Palacio de Hielo, complejo deportivo «Mordovia», Centro de gimnasia Leonid Arkáev y numerosos clubes de deporte y fitness, salas y secciones deportivas. 
En el territorio de la ciudad se encuentran dos grandes estadios: «Start» y «Mordovia Arena». 
Objetos deportivos:
- Estadio «Mordovia Arena»
- Escuela deportiva de la reserva olímpica de atletismo;
- Complejo deportivo «Mordovia»;
- Palacio de Hielo de la República Mordovia;
- «Palacio de Deporte»;
- Complejo deportivo «Olimp»;
- Complejo de deportes y entretenimiento «Fórmula С»;
- Centro de tenis de Mordovia;
- Complejo de esquí y biatlón de la República Mordovia;
- Estadio «Start»;
- Palacio de deportes acuáticos;
- Estadio «Saransk».

Mordovia tiene bastante experiencia en organizar competiciones deportivas de nivel federal e internacional. En el año 2012 en Saransk tuvo lugar la Copa del Mundo IAFF de marcha, mientras que el club futbolístico «Mordovia» durante tres temporadas jugaba en la primera liga rusa de fútbol, compitiendo con los principales equipos del país (octavo lugar en 2015). 
En 2016 Mordovia fue reconocida como la mejor región deportiva del país. El número de habitantes que practican deportes crece cada año, y actualmente ha alcanzado al 36% de la población. Para los aficionados al modo de vida saludable están abiertas más de 2100 instalaciones deportivas.

### Campeonato Mundial de Fútbol 2018[6]
Del 14 de junio al 15 de julio de 2018 en Rusia tuvo lugar la Copa Mundial de Fútbol. 
Saransk es una de las 11 ciudades de Rusia, que albergaron este importante torneo. 
La capital de Mordovia es la ciudad-organizadora del Campeonato Mundial más pequeña.
Durante el período de preparación para este evento además de la edificación del estadio, se construyeron nuevas carreteras y empalmes, hoteles y hospedajes, fue reconstruido el aeropuerto y perfeccionado el sistema del transporte público.
En el estadio «Mordovia Arena»  se celebraron cuatro juegos de la fase de grupos: 
- 16 de junio: Perú – Dinamarca.
- 19 de junio: Colombia – Japón.
- 25 de junio: Irán – Portugal.
- 28 de junio: Panamá – Túnez.

## Paisaje de la ciudad y arquitectura
La ciudad tiene una gran cantidad de edificios que se conservan de los siglos XVII y XVIII; sin embargo, muchas partes de la ciudad están dominadas por bloques de apartamentos de la era soviética, que datan principalmente de la década de 1960, similar a otras ciudades provinciales que se expandieron rápidamente debido a la rápida industrialización. Estos edificios están llegando al final de su vida útil y necesitan una reparación seria y, en muchos casos, un reemplazo. Las empresas industriales se encuentran principalmente al norte del centro de la ciudad. La parte oriental de Saransk, ubicada al este del río Insar, es Posop. Un detalle interesante es la base militar de la era soviética, perteneciente al Ministerio del Interior de Rusia, que se encuentra a lo largo de las líneas ferroviarias y sirvió en la época en que Saransk era, efectivamente, una ciudad cerrada. Otro punto de referencia de la ciudad es la Torre de televisión de Saransk, un mástil tubular de acero de 180 metros de altura construido en 1961.
Como en cualquier otra ciudad, Saransk tiene muchos monumentos. Estos son algunos de ellos:
- Monumento a Pugachev
- El monumento de la gloria eterna
- Monumento a Puskin
- Monumento a Alexander Polezhaev
- Monumento a Héroes-stratonauts
- Monumento del avión
- Monumento familiar

Monumento familiar es uno de los más populares e interesantes. Se encuentra en el centro de la ciudad, cerca de la catedral de San Feódor Ushakov, en el cruce de las calles Sovietskaya y Demokraticheskaya. Fue inaugurado en 2008, que fue declarado el Año de la Familia en Rusia. El autor del monumento es un escultor Nikolai Filatov. Este monumento es un símbolo de los valores familiares absolutos, la verdadera base de la sociedad. La escultura representa una gran familia de tamaño natural. Son el esposo con un niño pequeño sobre sus hombros, su esposa embarazada, la madre de los niños y dos niños más, aferrándose a sus padres. El monumento es realista y dinámico porque todas las personas se muestran en el momento del movimiento. El lugar para el monumento fue elegido con la idea especial, ya que se encuentra frente a la Catedral de San Feódor Ushakov. En el día de la boda, algunas parejas recién casados visitan el monumento de la familia, creyendo sinceramente que la escultura les traerá buena suerte.

## Transporte
El sistema de tránsito municipal de Saransk consiste principalmente en una red de líneas de autobús y trolebús.
La estación de tren Saransk I es una estación en el ferrocarril Kuybyshev. La ciudad tiene estaciones adicionales que su usan para los ferrocarriles regionales a Ruzayevka y Krasny Uzel. Anteriormente Saransk también era abastecida por dos trenes diarios de pasajeros de Penza-Nizhny Novgorod, que transportaban pasajeros de pueblos cercanos principalmente a la estación de empalme Ruzayevka y Penza o a Arzamas y Nizhny Novgorod.
Hay un servicio diario de trenes directos con Moscú.

### Aeropuerto[8]
La ciudad de Saransk tiene un aeropuerto internacional de importancia federal, que lleva el mismo nombre «Saransk» (IATA: SKX, ICAO: UWPS). Transitan básicamente aviones pequeños, el avión más común es el An-24. Hay vuelos programados hacia y desde el aeropuerto Domodedovo de Moscú de lunes a viernes. En Saransk también esta la base de la fuerza aérea de Lyambir.
En enero de 2017 el aeropuerto fue cerrado para la reconstrucción hasta el fin de año, debido a la celebración en Saransk del Campeonato Mundial de Fútbol 2018. Durante los trabajos de reparación la pista de despegue y aterrizaje ha sido reforzada con hormigón asfáltico. Fueron construidos y puestos en explotación un terminal regular con la capacidad de 300 pasajeros por hora para los vuelos locales (600 pasajeros/hora en el período del Campeonato Mundial de Fútbol 2018) y otro terminal provisorio para los vuelos internacionales con la capacidad de 360 pasajeros por hora. 
El aeropuerto tiene permiso para la recepción de aviones Boeing 737 CL\NG y Airbus A-319\320\321.
En 2018 el aeropuerto recibió su primer vuelo regular después de la reconstrucción.
Hasta el terminal internacional del aeropuerto Saransk se puede llegar en automóvil, en transporte público o en taxi. 

#### Autobús
Del aeropuerto al centro de la ciudad se llega en el autobús №29. La hora de la salida del aeropuerto: 07.50; 09.30; 11.20; 12.50; 17.45; 19.45; 23.10.

#### Coche particular
En el territorio del terminal nuevo hay dos aparcamientos. Y cuando hay sitios disponibles el estacionamiento es gratuito.

### Transporte urbano
El transporte urbano en Saransk cuenta con trolebuses, autobuses y taxi compartido.
El transporte de trolebuses funciona desde el año 1966, y sus rutas unen entre sí a todos los barrios de la ciudad.
En los marcos de la preparación de Saransk para el Campeonato Mundial de Fútbol fue renovado el parque de autobuses y trolebuses.
Son las compañías particulares, quienes prestan servicios de taxis compartidos en los minibuses "Paz", "Gaz" y varias marcas de producción extranjera. El tiempo de espera en algunas rutas es de 2-3 minutos (en horas punta).

### Transporte automotor (suplemento)
En los marcos de la preparación para el Campeonato Mundial de Fútbol, en Saransk construyeron una carretera nueva hacia el aeropuerto y empezaron a hacer el empalme  para llegar más fácil al sitio. La longitud de la nueva ruta hacia el aeropuerto es de 3.5 kilómetros. Una parte de la vía fue reconstruida, mientras que otra fue levantada de nuevo. La longitud total de rodeo de Saransk es de 17.5 kilómetros. La carretera tiene dos carriles de circulación, tres empalmes, cinco puentes y cuatro viaductos. Está construida especialmente para aliviar el tráfico en la parte central de la ciudad y unir la parte federal de la vía con los caminos regionales.

## Galería

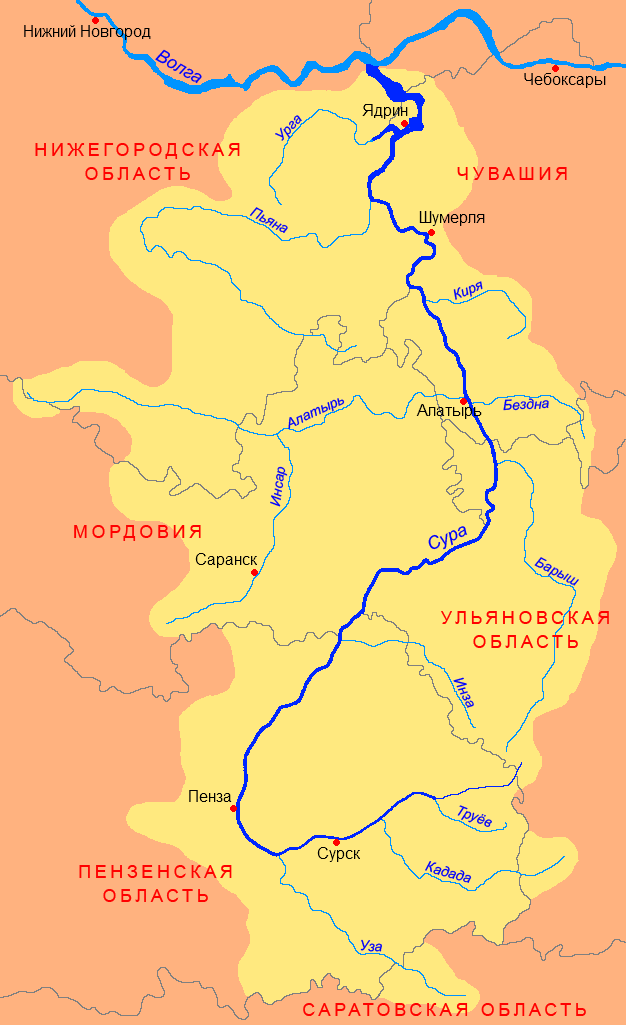
Saransk (Сара́нск) en mapa del río Sura, afluente del Volga
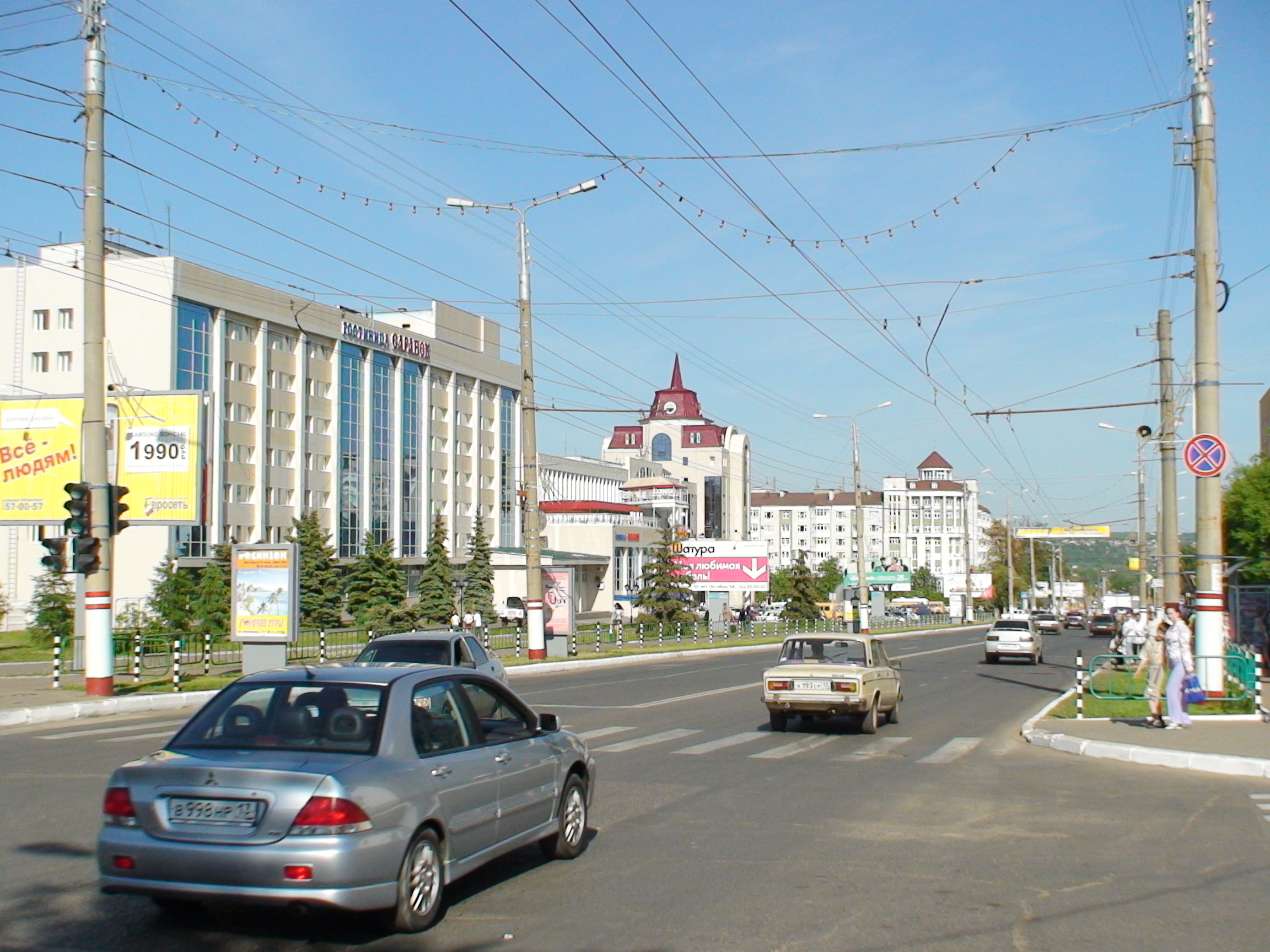
Calle Komunistícheskaya, Saransk
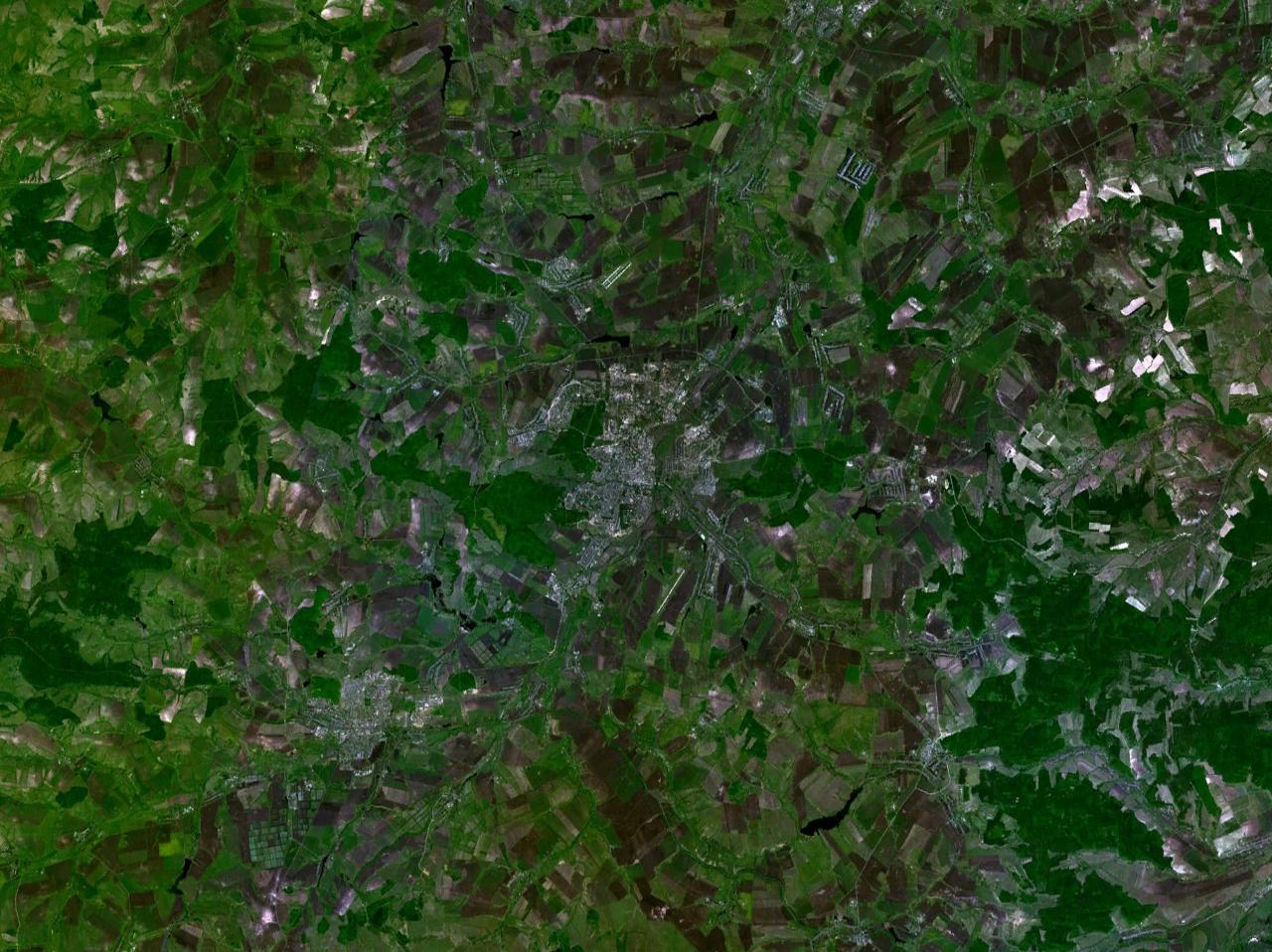
Vista aérea de Saransk